# Persone di nome Charles/Nobili
| Questa pagina contiene informazioni ricavate automaticamente dalle voci biografiche con l'ausilio del template Bio e di un bot. L'aggiornamento è periodico e automatico e ricostruisce completamente la pagina. Se manca una persona in questa lista, sei pregato di non aggiungerla, ma accertati piuttosto che la sua voce biografica contenga il template Bio e che i dati anagrafici siano correttamente compilati. Se il template Bio manca, inseriscilo tu stesso o, in alternativa, metti l'avviso {{tmp\|Bio}} che ne segnala la mancanza. Se i dati riportati sono sbagliati, correggi direttamente la voce biografica; le modifiche saranno visibili in questa lista entro pochi giorni. Per chiarimenti vedi il progetto antroponimi. La lista contiene solo le 98 persone che sono citate nell'enciclopedia e per le quali è stato implementato correttamente il template Bio. Pagina aggiornata al 6 ago 2025. |

Questa è una lista di persone presenti nell'enciclopedia che hanno il nome Charles e sono nobili.

## A(1)
- Charles Anderson-Pelham, III conte di Yarborough, nobile inglese (n. 1835 - † 1875)

## B(7)
- Charles Beauclerk, I duca di St. Albans, nobile inglese (Londra, n. 1670 - Bath, † 1726)
- Charles Beauclerk, II duca di St. Albans, nobile e politico inglese (n. 1696 - Londra, † 1751)
- Carlo Luciano Bonaparte, nobile, naturalista e ornitologo francese (Parigi, n. 1803 - Parigi, † 1857)
- Charles Boyle, III visconte Dungarvan, nobile e politico inglese (Londra, n. 1639 - Londesborough, † 1694)
- Charles Boyle, II conte di Burlington, nobile e politico inglese (n. 1669 - Londra, † 1704)
- Charles Bruce, IV conte di Elgin, nobile scozzese (n. 1682 - † 1747)
- Charles Bruce, V conte di Elgin, nobile scozzese (n. 1732 - † 1771)

## C(6)
- Charles Cadogan, I conte Cadogan, nobile e politico inglese (Londra, n. 1728 - Santon Downham, † 1807)
- Charles Calvert, V barone Baltimore, nobile e politico irlandese (n. 1699 - Epsom, † 1751)
- Charles Carnegie, XI conte di Southesk, nobile scozzese (Edimburgo, n. 1893 - Brechin, † 1992)
- Charles Cecil, visconte Cranborne, nobile e politico britannico (Londra, n. 1619 - Londra, † 1660)
- Charles Churchill, nobile, politico e generale britannico (n. 1656 - † 1714)
- Charles Cornwallis, I conte Cornwallis, nobile e politico inglese (n. 1700 - † 1762)

## D(19)
- Charles de Batz de Castelmore d'Artagnan, nobile e militare francese (Lupiac, n. 1615 - Maastricht, † 1673)
- Charles Juste de Beauvau-Craon, nobile e generale francese (Lunéville, n. 1720 - Parigi, † 1793)
- Charles Dormer, II conte di Carnarvon, nobile britannico (Londra, n. 1632 - Wing, † 1709)
- Charles Douglas, VI marchese di Queensberry, nobile scozzese (n. 1777 - † 1837)
- Charles Douglas-Home, XII conte di Home, nobile scozzese (Coldstream, n. 1834 - Coldstream, † 1918)
- James Dugdale, II barone Crathorne, nobile inglese (n. 1939)
- Joseph d'Ursel, nobile, politico e senatore belga (Bruxelles, n. 1848 - Strombeek-Bever, † 1903)
- Charles de Broqueville, nobile e politico belga (Postel, n. 1860 - Bruxelles, † 1940)
- Charles de Carteret, nobile (Sark, n. 1679 - † 1715)
- Charles Henri de Choiseul, nobile e militare francese (Isches - Isches, † 1696)
- Charles II de Croÿ, nobile belga (n. 1522 - Quiévrain, † 1551)
- Charles III de Croÿ, nobile e militare belga (Beaumont, n. 1560 - Beaumont, † 1612)
- Charles Godefroy de La Tour d'Auvergne, nobile francese (Parigi, n. 1706 - Château de Montalet, † 1771)
- Charles Louis Bretagne de La Trémoille, nobile francese (Quimper, n. 1683 - Mulhouse, † 1719)
- Charles Armand René de La Trémoille, nobile francese (Parigi, n. 1708 - Parigi, † 1741)
- Charles Belgique Hollande de La Trémoille, nobiluomo francese (n. 1655 - † 1709)
- Charles de Morny, nobile, politico e imprenditore francese (Saint-Maurice, n. 1811 - Parigi, † 1865)
- Charles Alain de Rohan, nobile francese (Versailles, n. 1764 - Sychrov, † 1836)
- Charles III de Rohan-Guéméné, nobile francese (n. 1655 - Rochefort-en-Beauce, † 1727)

## E(1)
- Charles Ellis, VI barone Howard de Walden, nobile, diplomatico e politico inglese (n. 1799 - † 1868)

## F(4)
- Charles FitzGerald, IV duca di Leinster, nobile e politico irlandese (Dublino, n. 1819 - Maynooth, † 1887)
- Charles FitzRoy, II duca di Grafton, nobile e politico inglese (Londra, n. 1683 - Londra, † 1757)
- Charles FitzRoy, II duca di Cleveland, nobile inglese (Londra, n. 1662 - Londra, † 1730)
- Charles Fitzroy, I barone Southampton, nobile e ufficiale inglese (n. 1737 - † 1797)

## G(9)
- Charles Gordon, I conte di Aboyne, nobile inglese (n. 1638 - † 1681)
- Charles Gordon, II conte di Aboyne, nobile scozzese (n. 1670 - † 1702)
- Charles Gordon-Lennox, VI duca di Richmond, nobile e politico britannico (Londra, n. 1818 - Morayshire, † 1903)
- Charles Gordon-Lennox, X duca di Richmond, nobile britannico (Londra, n. 1929 - † 2017)
- Charles Gordon-Lennox, VII duca di Richmond, nobile e politico britannico (Londra, n. 1845 - † 1928)
- Charles Gordon-Lennox, VIII duca di Richmond, nobile, militare e politico britannico (Londra, n. 1870 - Chichester, † 1935)
- Charles Gordon-Lennox, XI duca di Richmond, nobile britannico (Londra, n. 1955)
- Charles Grey, II conte Grey, nobile e politico britannico (Howick Hall, n. 1764 - Howick Hall, † 1845)
- Charles Grey, VII conte di Kent, nobile inglese (n. 1545 - Blunham, † 1623)

## H(16)
- Charles Hamilton, V conte di Haddington, nobile scozzese (n. 1650 - Tyninghame House, † 1685)
- Charles Hamilton, VIII conte di Haddington, nobile scozzese (n. 1753 - † 1828)
- Charles Hope, I conte di Hopetoun, nobile scozzese (n. 1681 - † 1742)
- Charles Howard, III conte di Carlisle, nobile e politico inglese (n. 1669 - Bath, † 1738)
- Charles Howard, I conte di Nottingham, nobile, politico e militare britannico (n. 1536 - † 1624)
- Charles Howard, XI duca di Norfolk, nobile e politico britannico (n. 1746 - † 1815)
- Charles Howard, X duca di Norfolk, nobile inglese (n. 1720 - † 1786)
- Charles Howard, X conte di Carlisle, nobile, militare e politico britannico (Londra, n. 1867 - Londra, † 1912)
- Charles Howard, I conte di Carlisle, nobile, politico e militare inglese (n. 1629 - † 1685)
- Charles Howard, VII conte di Suffolk, nobile e politico inglese (n. 1693 - † 1722)
- Charles Howard, IX conte di Suffolk, nobile e politico inglese (n. 1675 - † 1733)
- Charles Howard, XVII conte di Suffolk, nobile e politico britannico (n. 1805 - † 1876)
- Charles Howard, XX conte di Suffolk, nobile e militare britannico (n. 1906 - † 1941)
- Charles Howard, II conte di Berkshire, nobile inglese (n. 1615 - Parigi, † 1679)
- Charles Howard, II conte di Nottingham, nobile inglese (n. 1579 - † 1642)
- Charles Howard, III conte di Nottingham, nobile inglese (n. 1610 - † 1681)

## J(2)
- Charles Jenkinson, I conte di Liverpool, nobile inglese (Oxfordshire, n. 1727 - Londra, † 1808)
- Charles Jenkinson, III conte di Liverpool, nobile e politico inglese (n. 1784 - † 1851)

## K(1)
- Charles Kay-Shuttleworth, V barone Shuttleworth, nobile britannico (n. 1948)

## L(4)
- Charles Lennox, I duca di Richmond, nobile inglese (Londra, n. 1672 - Chichester, † 1723)
- Charles Lennox, II duca di Richmond, nobile, politico e crickettista inglese (Goodwood, n. 1701 - Godalming, † 1750)
- Charles Lennox, IV duca di Richmond, nobile, politico e militare britannico (Fochabers, n. 1764 - Richmond, † 1819)
- Charles Lyttelton, VIII visconte Cobham, nobile e politico inglese (Hagley Park, n. 1842 - Stourbridge, † 1922)

## M(4)
- Charles Maclean, barone Maclean, nobile scozzese (n. 1916 - Hampton Court, † 1990)
- Charles Manners, IV duca di Rutland, nobile inglese (n. 1754 - Phoenix Park Lodge, † 1787)
- Charles Marsham, II conte di Romney, nobile e politico inglese (n. 1777 - † 1845)
- Charles de Montalembert, nobile, politico e giornalista francese (Londra, n. 1810 - Parigi, † 1870)

## N(2)
- Charles Noel, II conte di Gainsborough, nobile e politico inglese (n. 1818 - † 1881)
- Charles Noel, I conte di Gainsborough, nobile e politico inglese (n. 1781 - † 1866)

## P(1)
- Charles Paulet, I duca di Bolton, nobile inglese (n. 1630 - Amport, † 1699)

## Q(1)
- Charles de Quellenec, nobile francese (n. 1548 - Parigi, † 1572)

## R(3)
- Charles Rich, IV Conte di Warwick, nobile britannico (n. 1619 - † 1673)
- Charles de Rohan-Rochefort, nobile francese (Parigi, n. 1693 - † 1766)
- Charles Howard, XII conte di Carlisle, nobile e militare inglese (Londra, n. 1923 - Londra, † 1994)

## S(13)
- Charles Sedley, V baronetto, nobile, politico e commediografo inglese (Aylesford, n. 1639 - Londra, † 1701)
- Charles Seymour, VI duca di Somerset, nobile inglese (Wiltshire, n. 1662 - Petworth, † 1748)
- Charles Somerset, I conte di Worcester, nobile inglese (n. 1460 - † 1526)
- Charles Somerset, marchese di Worcester, nobile inglese (Londra, n. 1660 - Galles, † 1698)
- Charles Somerset, IV duca di Beaufort, nobile e politico inglese (Caldicot, n. 1709 - Badminton, † 1756)
- Charles Spencer, III duca di Marlborough, nobile, politico e militare britannico (n. 1706 - Munster, † 1758)
- Charles Spencer, IX conte Spencer, nobile inglese (Althorp, n. 1964)
- Charles Spencer, nobile e politico inglese (n. 1740 - † 1820)
- Charles Spencer-Churchill, IX duca di Marlborough, nobile e politico inglese (Simla, n. 1871 - Woodstock, † 1934)
- Charles Spencer-Churchill, nobile e politico britannico (n. 1794 - † 1840)
- Charles Stanhope, III conte di Stanhope, nobile, scienziato e ambasciatore britannico (n. 1753 - † 1816)
- Charles Stanhope, III conte di Harrington, nobile e ufficiale inglese (n. 1753 - Brighton, † 1829)
- Charles Stewart, III duca di Richmond, nobile, politico e diplomatico britannico (Londra, n. 1639 - Elsinora, † 1672)

## T(2)
- Charles Townshend, II visconte Townshend, nobile britannico (Norfolk, n. 1674 - Norfolk, † 1738)
- Charles Townshend, III visconte Townshend, nobile e politico inglese (n. 1700 - † 1764)

## V(2)
- Charles Vane-Tempest-Stewart, VI marchese di Londonderry, nobile e politico irlandese (Londra, n. 1852 - Durham, † 1915)
- Charles Vane-Tempest-Stewart, VII marchese di Londonderry, nobile e politico britannico (Londra, n. 1878 - Down, † 1949)